# Geldrop-Mierlo
Geldrop-Mierlo ( udtale ?) er en kommune og en by i den sydlige provins Noord-Brabant i Nederlandene. 
- Wikimedia Commons har flere filer relateret til Geldrop-Mierlo

51°26′02″N 5°35′17″Ø / 51.434°N 5.588°Ø